# カルフ (ビール)

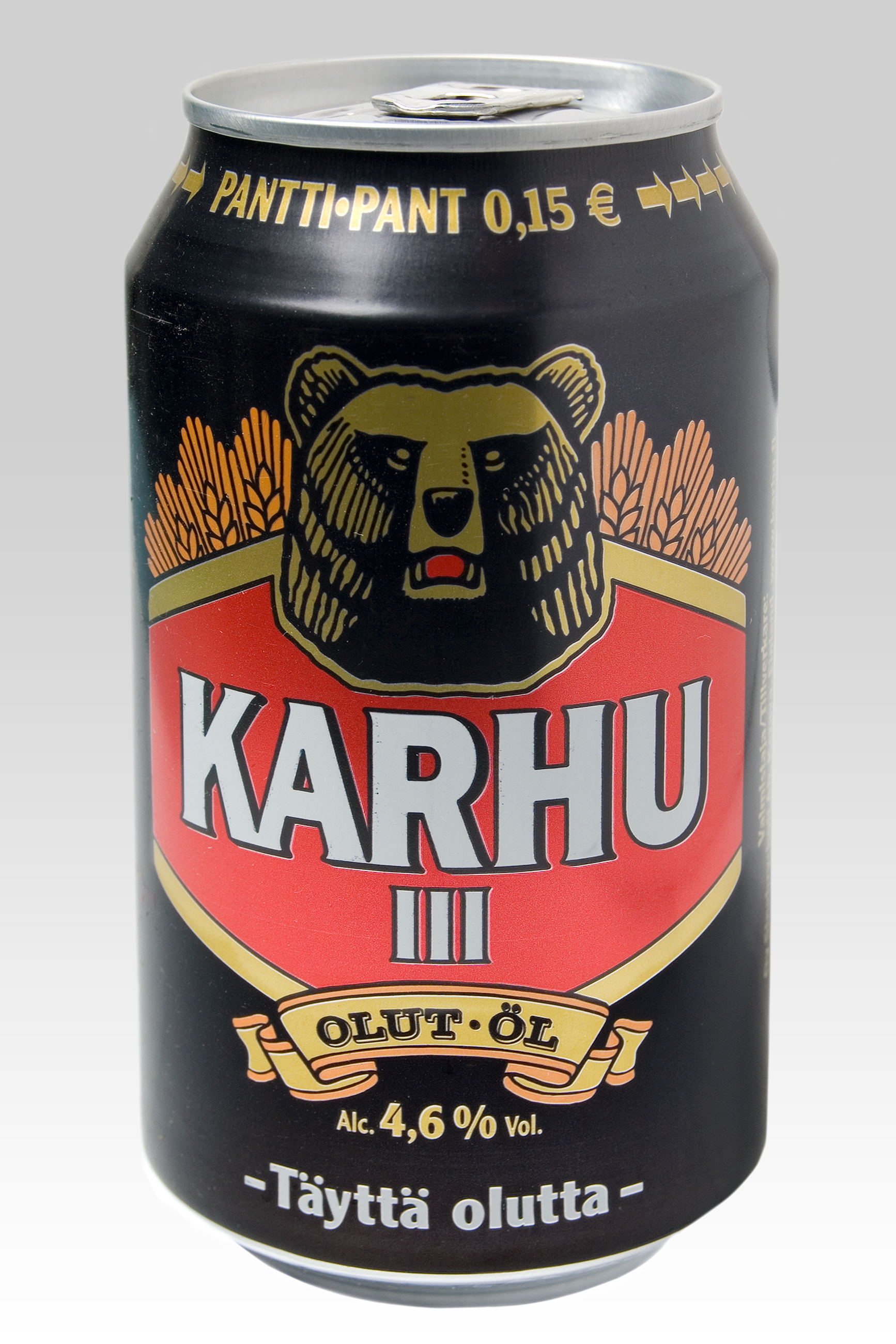
Karhu III.

ポリの紋章

カルフ (Karhu) は、フィンランドのケラヴァにあるシネブリチョフ醸造所が製造しているビールのブランド。風味の強いペール（淡色）ラガー（ヘレス）である。カルフの醸造は、1898年に始まり、近年のフィンランドでは最も市場占拠率の高いビールの銘柄となっている。現在は、アルコール度数の異なる3種類のビールがある。最も人気が高いのは「カルフIII」(アルコール度数4.6%) である。このほか、度数5.3%の「カルフA」もある。
瓶に貼られたラベルには熊の絵が描かれているが、「カルフ」とはフィンランド語で熊のことである。この名前は、このビールが元々はポリ（紋章に熊があしらわれ、しばしば「熊の都市」などとも称される）で製造されていたことに由来している。
カルフは元々ポリで醸造されていたが、1970年代に、北ヨーロッパ最古の歴史をもつビール会社シネブリチョフが事業を買収した。シネブリチョフは、その後1990年代に、デンマークのカールスバーグの傘下に入った。ポリの醸造所は2010年に閉鎖されたが、ビールの製造はケラヴァで継続された。しかし、この「新しい」カルフに対して、数多くの人々がボイコットの動きに加わった。直近の生産量は公表されていないので、現在もフィンランドで最も売れているビールであるかどうかは確認できない。
特に「飲兵衛の人」に好かれるビールである、とする評もある。

## 宣伝文句の例
- Karhu on täyttä olutta. - カルフはフルボディのビールです
- Jokainen Karhu on täyttä olutta ensipuraisusta viimeiseen pisaraan. - すべてのカルフは、最初の一口から最後の一滴まで、フルボディのビールです
- Kesyttämätön Karhu on lajinsa vahvin. - 飼いならされていないカルフ（熊）は、同類の中でも最強です
- Korkkaa huurteisen kylmänä ja nauti täyteläisestä mausta. - キンキンに冷やして栓を抜いたら、あとはフルボディの風味をお楽しみください